# ویلهلم دوم، امپراتور آلمان
ویلهلمِ دوّم با نامِ سلطنتیِ فرِدریش ویلهم ویکتور آلبْرِشت فون پروسِن (به آلمانی: Friedrich Wilhelm Viktor Albrecht von Preußen) (۲۷ ژانویه ۱۸۵۹ – ۴ ژوئن ۱۹۴۱) واپسین قیصر آلمان و پادشاه پادشاهی پروس بود که از ۱۵ ژوئن ۱۸۸۸ تا زمانی که در ۹ نوامبر ۱۹۱۸ از قدرت کناره‌گیری کرد، بیش از سه دهه پادشاه پروس و قیصر آلمان بود.
او نوه ارشد ملکه ویکتوریای بریتانیا بود و با بسیاری از پادشاهان و شاهزادگان اروپایی خویشاوندی داشت.
وی در سال ۱۸۸۸، تاج‌گذاری و در سال ۱۸۹۰، اتو فون بیسمارک را برکنار و با حمایت از امپراتوری اتریش-مجارستان در بحران ژوئیه ۱۹۱۴، آلمان را وارد عصر تازه‌ای از سیاست خارجی کرد که در نهایت منجر به آغاز جنگ جهانی اول شد.
غرور و بی‌پروایی او بیشتر اوقات باعث می‌شد که دربارهٔ موضوعات حساس، بدون مشورت با وزیران، اقدام به ارائه بیانیه‌های رسمی نسنجیده کند. در خلال جنگ جهانی اول، ژنرال‌های بلندپایه وی، پاول فون هیندنبورگ و اریش لودندورف، سیاست‌های زمان جنگ را بدون هیچ‌گونه توجهی به دولت مرکزی، تعیین می‌کردند. به سبب رهبری ناکارآمد وی در خلال جنگ، وی حمایت ارتش را از دست داده و از سمت خود کناره‌گیری نموده و سپس به هلند پناهنده شد. او در ۴ ژوئن ۱۹۴۱ در ۸۲ سالگی در همان‌جا درگذشت و به خاک سپرده شد.

## زندگی
وی در ۲۷ ژانویه ۱۸۵۹ در برلین زاده شد. وی از خاندان پادشاهی هوهن‌تسولرن بود. مادرش ویکتوریا، شاهدختی بریتانیایی بود (دختر ملکه ویکتوریا) و با خاندان پادشاهی روسیه نیز پیوند خونی نزدیکی داشت. او پسرخاله آلکساندرا فیودوروفنا همسر نیکلای دوم واپسین تزار روسیه بود و همچنین پسرعمهٔ جرج پنجم پادشاه بریتانیا بود. پدرش، فریدریش، ولیعهد ویلهلم یکم بود ولی چون اندکی پس از درگذشت ویلهلم یکم بر اثر سرطان حنجره، فریدریش درگذشت، تاج و تخت آلمان به ویلهلم دوم رسید. ویلهلم به علت مشکل در زمان تولد، دچار فلج و کوتاهی مادرزادی دست چپ بود. به همین جهت و برای پوشاندن این مسئله جیب کت‌هایش بالاتر دوخته می‌شد و نیز در عکس‌ها دست چپ خود را یا در پشت یا بر روی چیزی قرار می‌داد.

او در سال ۱۸۸۱ با آوگوستا ویکتوریا، دوشس شلسویگ-هولشتاین پیمان زناشویی بست که از این پیوند هفت فرزند پدید آمد. او شیفتهٔ شکار و باستان‌شناسی بود.

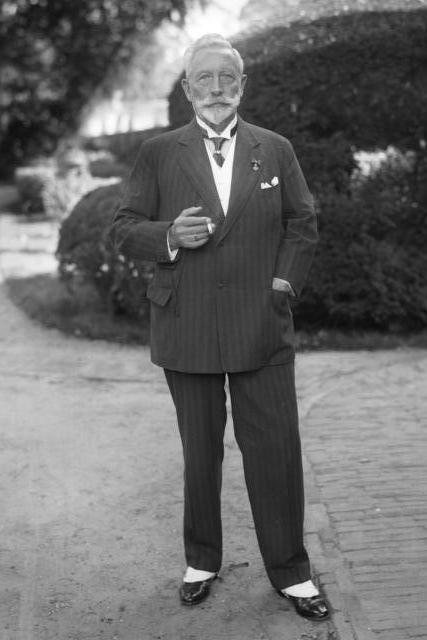
ویلهلم دوم در سال ۱۹۳۳

## زندگی سیاسی
پایه سیاست ویلهلم دوم بر نظامی‌گری استوار شده بود. او به سرعت بر مستعمره‌های آلمان افزود و در این راه رو در روی بریتانیا ایستاد. با آغاز جنگ جهانی اول، قیصر با امپراتوری اتریش-مجارستان هم‌پیمان شد و پیروزی‌های شایانی نیز به دست آورد اما در مقابل، روز به روز از هوادارانش در آلمان کاسته می‌شد. نارضایتی مردم سرانجام به انقلاب انجامید. قیصر در ۹ نوامبر ۱۹۱۸ از پادشاهی کناره‌گیری کرد و به هلند گریخت. ویلهلمینا، ملکه سلطنتی هلند نیز در برابر خواست بازپس دادن او به متفقین در جنگ سرباز زد.

## یادبودها
باشگاه فوتبال ویلم دوم در هلند به افتخار او نام‌گذاری شده‌است.

## نگارخانه

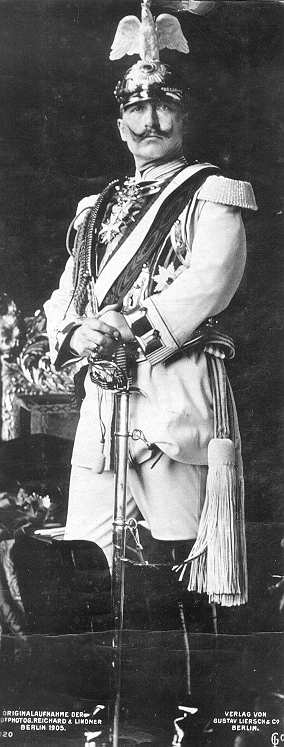
ویلهلم دوم در سال ۱۹۰۵
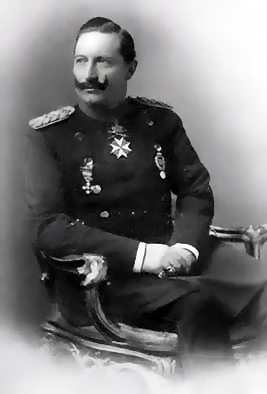
ویلهلم دوم در حوالی سال ۱۸۸۷
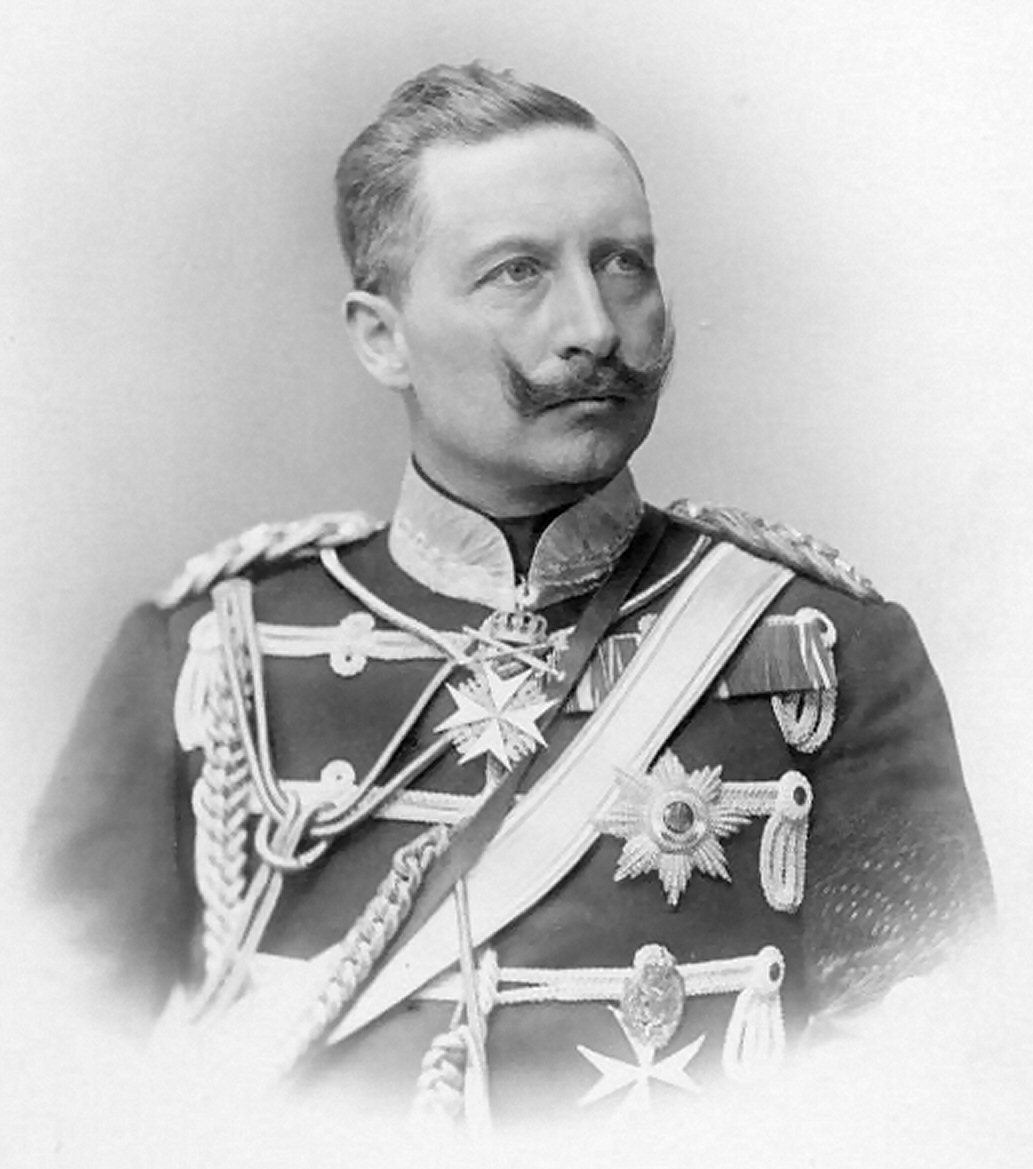
ویلهلم دوم در سال ۱۹۰۵
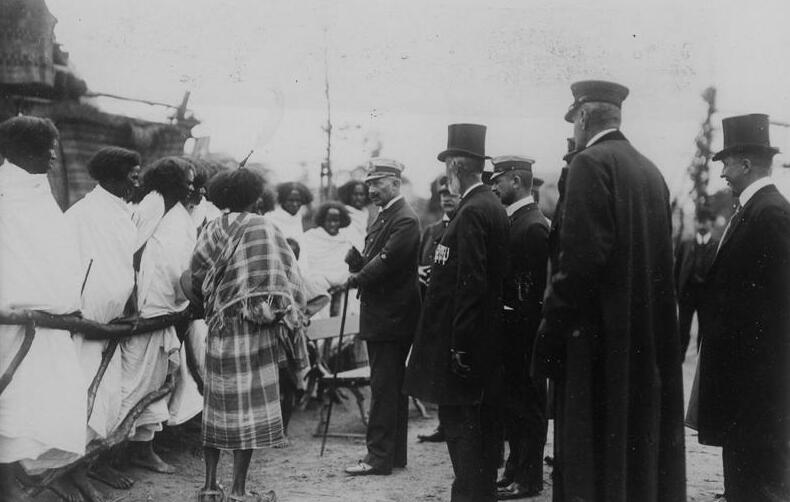
ویلهلم دوم در بازدید از یک باغ‌وحش انسانی در هامبورگ در سال ۱۹۰۹
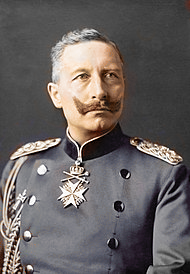
ویلهلم دوم در سال ۱۹۰۲